# Plesiops nigricans
Plesiops nigricans es una especie de peces de la familia Plesiopidae en el orden de los Perciformes.

## Morfología
• Los machos pueden llegar alcanzar los 17 cm de longitud total.

## Distribución geográfica
Se encuentra en el Golfo de Adén y en el Mar Rojo.